# Holsteinisches Feldartillerie-Regiment Nr. 24
Das Holsteinische Feldartillerie-Regiment Nr. 24 (FAR 24) war ein Artillerie-Verband der Preußischen Armee. Das Regiment wurde 1872 aufgestellt und hatte seine Garnisons-Standorte u. a. in Schwerin, Neustrelitz, Mölln, Güstrow, Itzehoe und Bahrenfeld, ab 1899 nur noch in Güstrow (Stab und I. Abteilung) und in Neustrelitz (III. Abteilung). Das Regiment nahm am Ersten Weltkrieg teil und wurde 1919 aufgelöst.

## Geschichte

### Aufstellung und Friedenszeit (1872–1914)

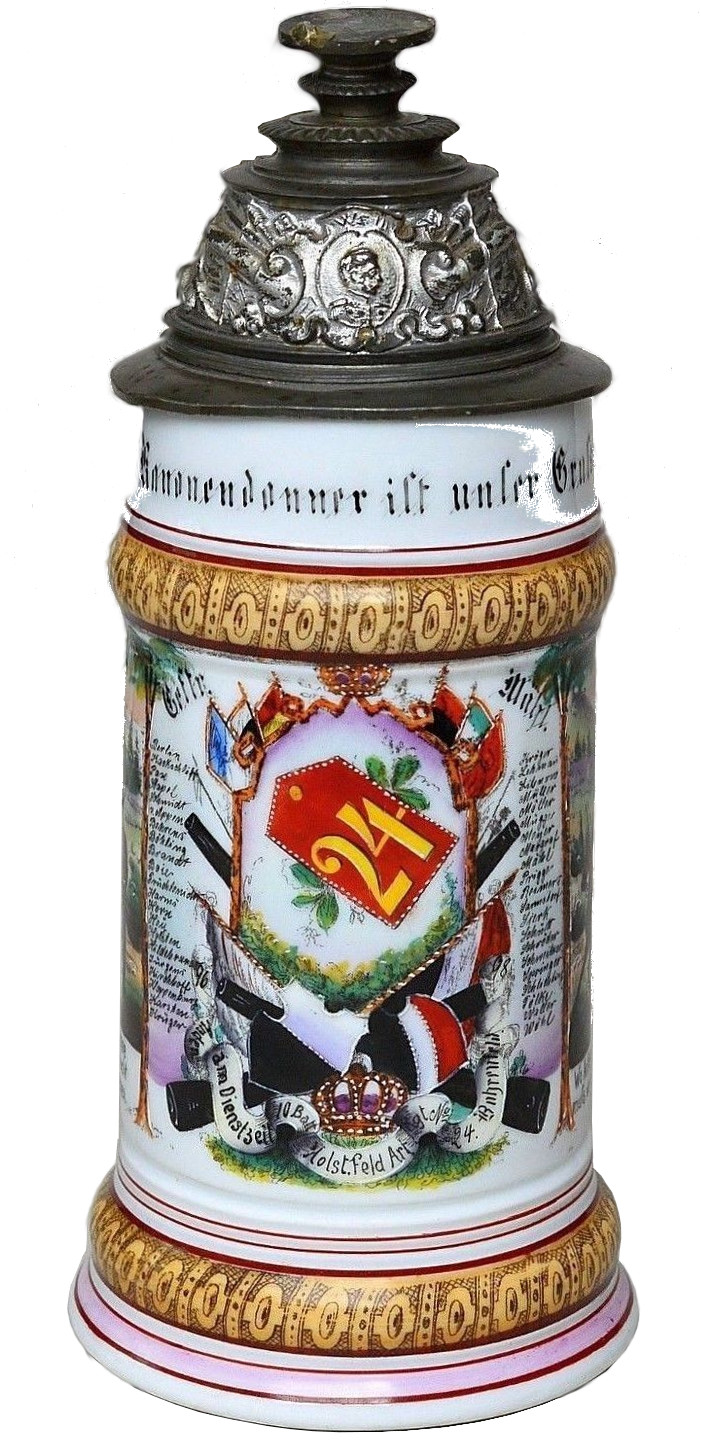
Reservistenkrug des Regiments aus der Friedenszeit (1898)

Das Feldartillerie-Regiment Nr. 24 wurde offiziell mit A.K.O. vom 18. Juli 1872 (Stiftungstag) als Regiment der Divisionsartillerie aufgestellt, die ursprüngliche Bezeichnung der Einheit lautete Schleswig-Holsteinisches Regiment Nr. 9. Zur Bildung des Regiments gab die Großherzoglich Mecklenburgische III. Abteilung ihre 5. schwere und 5. und 6. leichte Batterie mit Garnison Schwerin und die 6. schwere Batterie in Neustrelitz ab, dazu kam die Provisorische Feld-Abteilung mit 4. schwerer, 2. provisorischer sowie 2. und 4. leichter Batterie in Mölln. Die provisorische Feld-Abteilung war im Deutsch-Französischen Krieg mobilisiert worden. Im Herbst 1872 wurden die Feldartillerie-Regimenter der preußischen Armee in ihrem Bestand vermehrt, und dabei geteilt. Mit A.K.O. vom 24. Oktober 1872 wurde auch das Schleswig-Holsteinische Regiment Nr. 9 geteilt, und zwar in eine Abteilung der Divisions-Artillerie und eine der Korps-Artillerie.
Im Dezember 1872 schlossen Preußen und Mecklenburg-Schwerin bzw. -Strelitz eine Militärkonvention ab. Damit war die Eingliederung der mecklenburgischen Truppen in die preußische Armee abgeschlossen, die mit dem Eintritt Mecklenburgs in den Norddeutschen Bund 1867 begonnen hatte. Das mecklenburgische Kontingent ging damit 1872 in Verwaltung und Etat auf das preußische IX. Armee-Korps über. Im IX. Armee-Korps bildeten die mecklenburgischen Truppen große Teile der 17. Division.
Am 7. Mai 1874 wurde das Regiment umbenannt, die neuen Bezeichnungen lauteten 1. Abteilung (Großh. Mecklenburg. Abtl., später Großherzoglich Mecklenburgisches Feldartillerie-Regiment Nr. 60) mit 1. bis 4. Batterie und 2. Abteilung mit 5. bis 8. Batterie. Diese Einteilung wurde durch A.K.O vom 7. Mai 1874 endgültig, die Aufteilung in Korpsartillerie und Divisionsartillerie entfiel damit. Das zweite Regiment der Brigade hieß nun Holsteinisches Feldartillerie-Regiment Nr. 24 und bestand aus zwei Abteilungen zu je vier Batterien, die neu nummeriert wurden. Diese beiden Feldartillerie-Regimenter (Nr. 24 und Nr. 60) bildeten als 17. Feldartillerie-Brigade unverändert die Divisionsartillerie der 17. Division.
1881 gab das Regiment die 5. Batterie an das Feldartillerie-Regiment Nr. 9 ab, und bildete eine neue 5. Batterie als Ersatz. 1887 wurde der Stab einer III. Abteilung aufgestellt und eine 9. Batterie gebildet. Das Regiment war nun in drei Abteilungen zu je drei Batterien gegliedert.
1893 wurde im Deutschen Reich die aktive Dienstzeit auf zwei Jahre festgesetzt, dies galt für Infanterie und nicht-berittene Artillerie, zu der das Feldartillerie-Regiment Nr. 24 zählte. Damit ging eine deutliche Vergrößerung des stehenden Heeres einher. Trotz Wehrpflicht wurden nur gut die Hälfte der wehrpflichtigen Männer einberufen, da die Heeresvermehrung nicht mit dem Bevölkerungswachstum und dem durch medizinischem Fortschritt und bessere Ernährung verbesserten Gesundheitszustand der jungen Männer mithielt. Dies hatte zur Folge, dass das FAR-24 von seiner Gründung bis zum Kriegsausbruch fast nur aus Freiwilligen bestand. Im Zuge der Heeresvermehrung wurde 1893 beim FAR 24 eine weitere Abteilung (IV.) kadriert aufgestellt, dazu wurde der Stab und eine 10. Batterie neu aufgestellt. Diese IV. Abteilung hatte ihre Garnison erst in Altona, dann in Bahrenfeld. Das Regiment bestand nun aus vier Abteilungen zu je drei Batterien.
Bei der Militärvermehrung von 1899 gab das Regiment die I. und IV. Abteilung an das Feldartillerie-Regiment Nr. 60 ab. Eine weitere Batterie ging an das Feldartillerie-Regiment Nr. 45, verblieb dabei aber in Bahrenfeld.

### Garnisonen und Kasernen
Das Regiment und seine Einheiten hatte folgende Garnisonsorte und Kasernen (in Reihenfolge der Erstnutzung):
- Schwerin war von 1872 bis 1887 (und damit vor und nach Teilung des Großh. Meckl. Artillerie-Regiments) Standort des Regimentsstabs
- Neustrelitz war Standort der Großherzoglich-Mecklenburgischen Batterie, die ab 1874 mit verschiedenen Nummern zum Regiment gehörte, erst als 2. Batterie (1874–1888), dann als 9. Batterie (1887–1899), und zuletzt als 3. Batterie (1888–1914). Neustrelitz blieb bis zur Auflösung 1919 ein Garnisonsort des Regiments.
- Mölln war von 1872 bis 1890 Standort der II. Abteilung, die dann nach Itzehoe verlegt wurde
- Güstrow war ab 1887 Standort der III. Abteilung, 1891 kam eine Abteilung aus Itzehoe dazu, dazu der Regimentsstab.
- Itzehoe, Standort der II. Abteilung von 1890 bis 1891, dann Verlegung in die neuerbaute Kaserne nach Güstrow
- Altona bzw. Bahrenfeld war ab 1893 Garnison der IV. Abteilung mit Stab und einer Batterie, die 1899 an das Feldartillerie-Regiment Nr. 45 abgegeben wurde. Garnison blieb trotz veränderter Unterstellung die „Alte Artillerie-Kaserne“ in Bahrenfeld an der Theodorstraße / Ecke Luruper Chaussee.[3]

Von 1899 bis zu seiner Auflösung 1919 hatte des Regiment nur noch zwei Standorte, Güstrow und Neustrelitz.

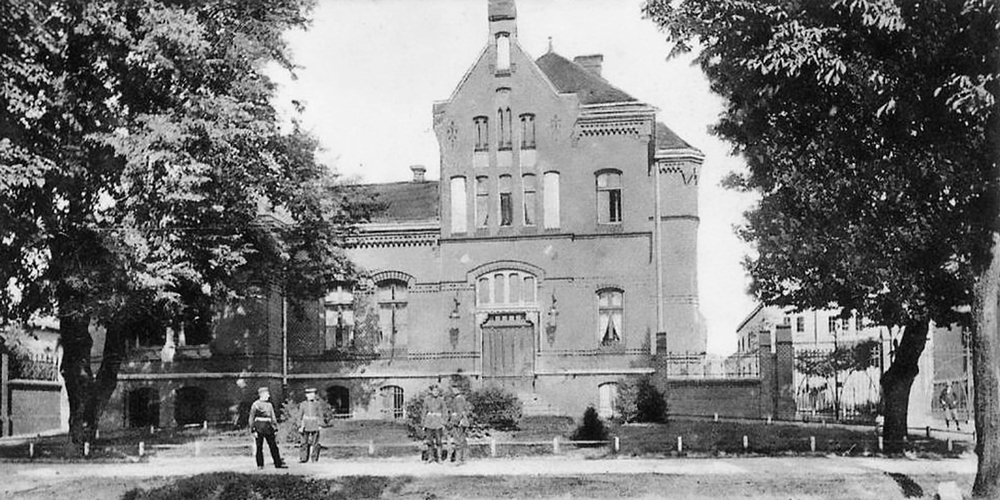
Offizierskasino in Güstrow (1904)

In Güstrow nutzte das Regiment zwei Kasernenkomplexe am westlichen Ende der Neukruger Straße, vor der Einmündung in die Rostocker Chaussee. Nordöstlich dieser Kreuzung befand sich die Kaserne I, die 1896 für die Unterbringung des Regiments neu erbaut worden war. In dieser Kaserne befanden sich ab 1897 Regimentsstab und die III. Abteilung. Vor dem Bau der Kasernen waren die Angehörigen des Regiments in Quartiershäusern untergebracht. 1899 wurde die III. Abteilung in I. Abteilung umbenannt, nachdem die alte I. Abteilung abgegeben worden war.
Südöstlich der Kreuzung Neukruger Straße / Rostocker Chaussee befand sich die städtische Kaserne, der Name ergab sich aus der Finanzierung des Baus durch die Stadt. Diese auch als Kaserne II (später Ludendorff-Kaserne) bezeichnete Kaserne wurde von der II. Abteilung am 1. April 1891 bezogen, die vorher in Itzehoe stand. In der städtischen Kaserne war die II. Abteilung dann bis 1914 untergebracht.
Einige Gebäude der Kasernenareale I und II am westlichen Ende der Neukruger Straße / Einmündung Rostocker Chaussee existieren noch und stehen unter Denkmalschutz.
Die Strelitzer Artillerie-Batterie war in der sogenannten Batterie-Kaserne in Neustrelitz garnisoniert. Die Kaserne war von Friedrich Wilhelm Buttel im Zeitraum 1858–1861 erbaut worden. Das Hauptgebäude befindet sich zwischen Infanteriekaserne und Exerzierhalle. 1913 wurde hinter der Exerzierhalle ein weiterer Unterkunftsbau für die 3. Batterie errichtet.

### Erster Weltkrieg (1914–18)

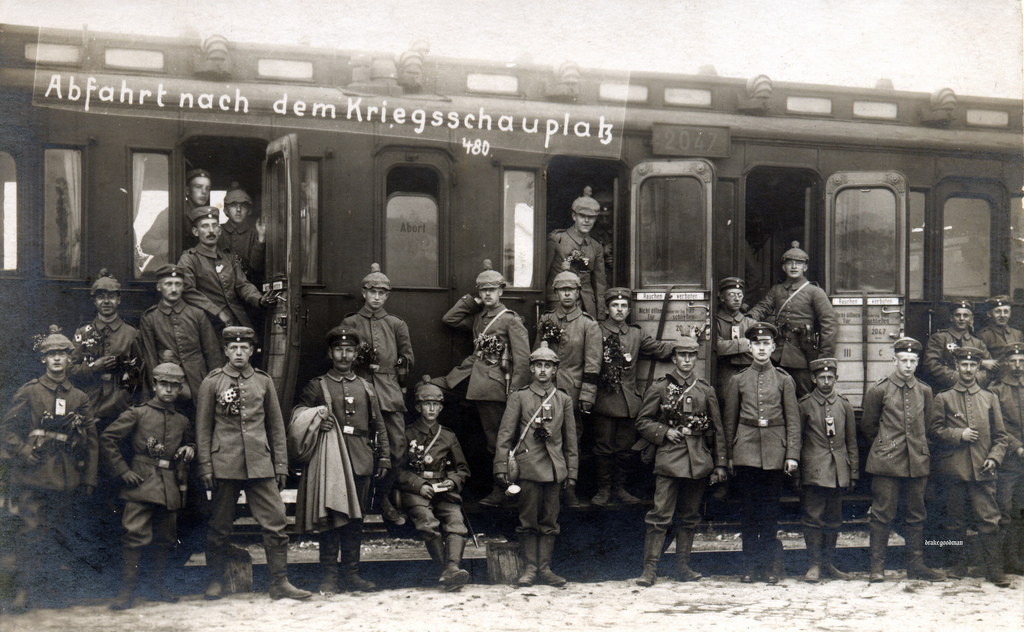
Feldartillerie-Regiment 24 bei der Bahnverladung 1914. Die Kanoniere tragen die Pickelhauben der Artillerie mit Kugelaufsatz und Tarnüberzug

Das Regiment war im Ersten Weltkrieg überwiegend an der Westfront eingesetzt, nur im Herbst 1917 war das Regiment im Gebirgskrieg gegen Italien eingesetzt.
Am 2. August 1914 begann die Mobilmachung, aufgefüllt wurden Regimentsstab, I. und II. Abteilung mit je drei Batterien sowie zwei Leichte Munitionskolonnen (L.M.K.) für den Nachschub. Am 7. und 8. August begann der Bahntransport mit der Verladung in Güstrow, am 11. August trat das Regiment bei Aachen in den Verband der 18. Division zum Vormarsch durch Belgien an.
1914 nahm das Regiment an der Schlacht bei Mons und der Marneschlacht teil, dann ging es in den Stellungskrieg.
1915 nahm das Regiment an der Winterschlacht in der Champagne und der Schlacht an der Somme teil.
Im Frühjahr 1917 nahm die II./24 in der Schlacht bei Arras teil, es folgte eine Ruhezeit auf dem Truppenübungsplatz Sebourg und die Teilnahme an der Schlacht an der Aisne.
Im Herbst 1917 kam das Regiment für Ruhezeit und Ausbildung auf den Truppenübungsplatz Maubert-Fontaine im Département Ardennes, gleichzeitig wurden 12 Offiziere und 24 Unteroffiziere zur Gebirgsartillerie-Schießschule nach Sonthofen abgeordnet. Ab 14. Oktober wurde das Regiment dann in Frankreich verladen und mit Bahntransport über Rosenheim nach Arnoldstein (Kärnten) gebracht. Dort ging das Regiment in den Bestand der 22. k.u.k. Schützen-Division mit Ausgangsstellung im Tal der Flitsch, wo das Regiment ab 21. Oktober 1917 in Stellung ging, und ab 24. Oktober an der zwölften Isonzoschlacht teilnahm. Die deutsche Jäger-Division ging in 2. Reihe vor, und diesem Verband wurde das F.A.R. 24 ab dem 25. Oktober zeitweise zugeteilt. Der Vormarsch ging bis Feltre. Im Januar und Februar 1918 war das Regiment mehrheitlich in Ruhe und Feldausbildung und wurde ab 27. Februar wieder an die Westfront transportiert.
1918 wurde das Regiment bei Reims im Rahmen der zweiten Marne-Schlacht eingesetzt.
Am 31. Oktober 1918 trat das FAR-24 wieder in den Bestand der Jäger-Division und wurde beim Rückzug aus der Hermannstellung bei Berlaimont eingesetzt. Beim Rückzug durch das Waldgebiet Fôret Domaniale de Mormal erlitt das Regiment schwere Verluste. Am 7. November 1918 gaben die Batterien des Regiments aus Stellungen in Douzies bei Maubeuge die letzten Schüsse ab und zog dann zusammen mit der Jäger-Division in den Raum südöstlich Brüssel ab.

### Auflösung (1918/19)
Nach dem Waffenstillstand am 11. November 1918 wurde die Jäger-Division nach Lüttich befohlen, um den Schutz der abziehenden deutschen Truppen zu gewährleisten. Ab dem 15. November 1918 besetzten Teile des FAR-24 die Lütticher Zitadelle, den Justizpalast und den Bahnhof nach Verviers. Am 18. November begann der Marsch in Richtung Heimat, am Folgetag überschritt das Regiment die Grenze bei Herbesthal. Am 23. November rückte die Jäger-Division in Köln ein, und marschierte am 26. November weiter nach Unna. Teile der Jäger-Division mit Teilen des FAR-24 wurden Anfang Dezember auf dem Truppenübungsplatz Döberitzer Heide zusammengezogen, und nahmen an einem Vorbeimarsch in Berlin am 11. Dezember 1918 teil, der vom Grunewald zum Pariser Platz verlief. Die Präsenz der Truppen in Berlin sollte dabei auch die Regierung Ebert stützen. Am 12. Dezember wurde die Jäger-Division aufgelöst, und am 15. Dezember traf die I. Abteilung des FAR-24 nach Bahnfahrt in Güstrow ein, die 3. Batterie in Neustrelitz. Am 17. Dezember wurden Mannschaftsangehörige älter als 20 Jahre entlassen. Bis zum 20. Dezember kamen auch die in Unna verbliebenen II. und III. Abteilung des Regiments in Güstrow und Neustrelitz an.
Von Januar bis Ende März 1919 wurde aus dem Feldartillerie-Regiment Nr. 24 eine Freiwilligentruppe mit sechs Batterien im Bestand der 17. Division. Das Freiwilligen-Regiment 24 wurde am 4. Mai 1919 wieder aufgelöst, der Standort Neustrelitz wurde aufgegeben. Damit existierte das Artillerie-Regiment mit der Nummer 24 nicht mehr. Im Zuge der Gründung der Reichswehr und der Verringerung auf ein 100.000-Mann-Heer wurden aus den sechs Batterien eine einzige, die als 4. Batterie in das Artillerie-Regiment 2 der Reichswehr einging, und dort die Tradition weiterführte.

### Erinnerung und Gedenken
1922 erschien in der Reihe Erinnerungsblätter deutscher Regimenter eine vom ehemaligen Batteriechef Kurt Pflieger verfasste Regimentsgeschichte.
1923 wurde auf dem Rostocker Platz in Güstrow ein von Paul Wallat geschaffenes Denkmal für die im Weltkrieg gefallenen 451 Soldaten des Holsteinischen Feldartillerieregiments Nr. 24 und seiner Ersatztruppenteile eingeweiht. Das Denkmal hatte eine quadratische Grundform, mit einer Reliefplatte zur Front des Quaders und Inschriften auf den verbleibenden Seiten. Auf der Oberseite ruhte eine Schale. Das Denkmal wurde 1942 bei der Anlage eines Löschwasserteiches entfernt. Die Reliefplatte soll dabei im Stadtmuseum Güstrow eingelagert worden sein, ist dort aber seit 1945 nicht mehr auffindbar.
Uwe Johnson lässt in seinem mehrbändigen Werk Jahrestage die Romanfigur Heinrich Cresspahl seinen Militärdienst in der 2. Batterie des Feldartillerie-Regiments Nr. 24 in Güstrow ableisten – erst von 1906 bis 1908 als Fahrer einer Protze, dann im Ersten Weltkrieg als Unteroffizier.

„Das Holsteinische Artillerie-Regiment Nr. 24 lag mit fünf Batterien in Güstrow und mit einer in Neustrelitz (das war die „Salutbatterie“). Die Kasernen in Güstrow habe ich ohne Absicht, ohne Ahnung gesehen, tiefrote Ziegelblocks hinter niedrigen Mauern mit Zierkronen, ein Karree zwischen Friedhof und Barbarastrasse, so dass es wohl später auch ein russisches Viertel abgegeben haben wird, mit grüngestrichenen Sichtblenden. Inzwischen zu Zivilwohnungen hergerichtet; noch ist zu erraten, wo die Wache stand.“

Die Erinnerung von Uwe Johnson, hier aus der Perspektive von Gesine Cresspahl, bezieht die Nutzung der Artillerie-Kaserne nach dem Krieg und in der DDR mit ein. Johnson lebte von 1945 bis 1952 in Güstrow. Die Neukruger Straße wurde nach dem Bau der Kasernen 1890 in Barbarastrasse umbenannt, nach der Schutzpatronin der Artillerie. Heute heißt die Straße wieder Neukruger Straße.

## Unterstellung, Gliederung und Personal

### Verbandszugehörigkeit
Von 1872 bis 1899 gehörte das Regiment zur 9. Feldartillerie-Brigade mit Stab in Altona, diese wiederum zum IX. Armee-Korps, ebenfalls Altona.
Ab 1899 bis 1914 war das Regiment dann der 17. Feldartillerie-Brigade mit Stab in Schwerin unterstellt, die zum Bestand der 17. Division (ebenfalls Schwerin) gehörte. Das Korps war damit unverändert das IX. Armee-Korps in Altona. Bei Kriegsausbruch zog das Regiment in diesem Bestand ins Feld, das IX. Armee-Korps war dabei der 1. Armee unterstellt.

### Ausrüstung und Uniform
1906 wurde das Regiment mit der Feldkanone 96 n.A. mit hydropneumatischem Rohrrücklauf und Schutzschild ausgerüstet. Es folgten wegen der wachsenden Bedeutung des indirekten Schießens die Ausrüstung der Artillerie-Beobachter mit Scherenfernrohr, die Geschützbesatzungen wurden zum genaueren Einmessen der Stellungen mit Richtkreis ausgestattet.

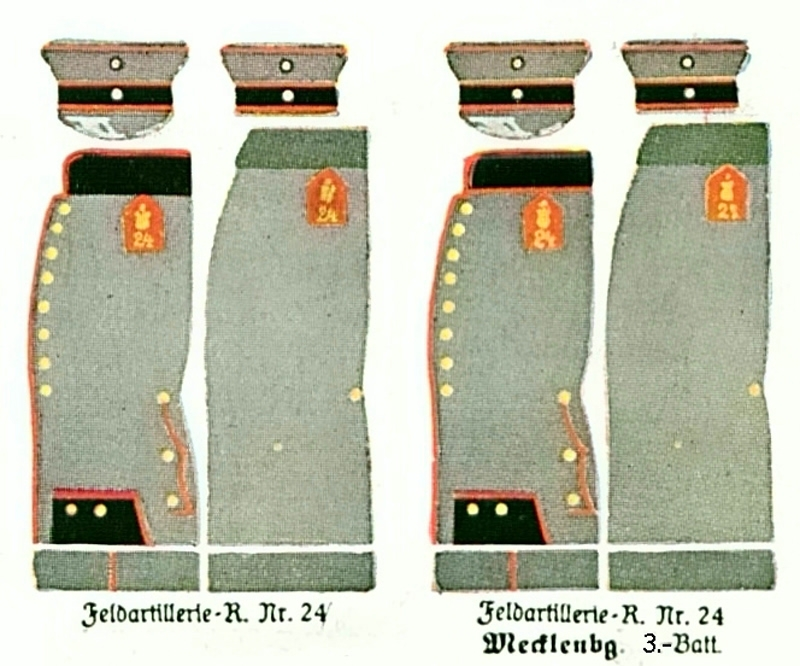
Feldgraue Uniform des Feldartillerie-Regiments Nr. 24 um 1915 (rechts die Neustrelitzer 3. Batterie)

1915 führte die Preußische Armee neben der feldgrauen Felduniform auch eine feldgraue Friedensuniform ein. Die Schulterstücke der Feldartillerie-Regimenter waren bis auf Ausnahmen „ponceaurot“ (hochrot) unterlegt. Auf dem Schulterstück befanden sich gekreuzte Kanonenrohre und die gestickte Zahl 24. Die 3. Batterie mit Garnison in Neustrelitz hatte eine gegenüber den anderen Batterien des Regiments leicht abweichende Uniform, indem der untere Kragenrand des Waffenrocks mit einem „ponceauroten“ Vorstoß versehen war.

### Kommandeure
| Zeit in Dienststellung             | Name des Kommandeurs       | Lebensdaten | Dienstgrad als Kommandeur / Bemerkungen                                                     |
| ---------------------------------- | -------------------------- | ----------- | ------------------------------------------------------------------------------------------- |
| 26. Oktober 1872 bis 22. Juni 1877 | Lewinski, Eduard von       | 1829–1906   | Oberstleutnant, später General der Artillerie                                               |
| 1877 bis 1880                      | Gilsa, Julius von          | 1827–1902   | Oberst, danach Versetzung in den einstweiligen Ruhestand                                    |
| 1880 bis 1885                      | Mutius, Wilhelm von        | 1832–1918   | später Generalleutnant                                                                      |
| 1888 bis 1891                      | Mohl, Erwin von            | 1839–1895   | anschließend Kommandeur der 4. Feldartillerie-Brigade                                       |
| 1891 bis 1893                      | Voigts-Rhetz, Konstans von | 1848–1893   | verstarb als Oberst in dieser Stellung                                                      |
| 1894 bis 1898                      | Werthern, Karl von         | 1844–1931   |                                                                                             |
| 1898 bis 1899                      | Hanstein, Max von          | 1850–1937   | anschließend Kommandeur des Feldartillerie-Regiments Nr. 60, avancierte zum Generalleutnant |
| 1899 bis 1902                      | Scheele, Ernst von         | 1852–1909   | Oberst v. Scheele war vorher Abteilungskommandeur in Schwerin                               |
| 1902 bis 1908                      | Beckedorff, Erich von      | 1855–1936   | anschließend Kommandeur der 36. Feldartillerie-Brigade                                      |
| 1908 bis 1913                      | Merling, Otto              | 1854–1936   | später Generalleutnant                                                                      |
| Feb. 1913 bis Okt. 1914            | Lenski, Franz von          | 1865–1942   | Oberst, später Generalleutnant                                                              |
| Okt. 1914 bis Feb. 1917            | Michelly, Eberhard         | 1868–?      | Oberstleutnant                                                                              |
| Feb. 1917 bis Dez. 1918            | Lochow, Karl von           | 1868–?      | Major                                                                                       |

### Weitere bekannte Angehörige
- Borwin zu Mecklenburg, Karl (1888–1908), Leutnant im Regiment
- Jena, Leo von (1876–1957), Wehrdienst im Regiment von 1902 bis 1903, später General der Waffen-SS
- Pflieger, Kurt (1890–1958), trat 1909 als Fähnrich in das Regiment ein, später Adjutant und Batteriechef, im 2. Weltkrieg Generalleutnant und Divisionskommandeur
- Putzier, Richard (1890–1979), trat 1911 als Fahnenjunker in das Regiment ein, wo er bis 1914 verblieb, im Zweiten Weltkrieg General der Luftwaffe
- Stumpfeld, Hans-Joachim von (1881–1968), diente im Regiment, im Zweiten Weltkrieg Generalleutnant
- Ulex, Wilhelm (1880–1959), trat 1899 als Fahnenjunker in das Regiment ein, wo er bis Ende des Ersten Weltkriegs verblieb – erst als Batteriechef, dann als Abteilungskommandeur. Später General in der Wehrmacht